# 460

460(사백육십)은 459보다 크고 461보다 작은 자연수이다.

## 수학
- 합성수로, 그 약수는 총 12개다. (1, 2, 4, 5, 10, 20, 23, 46, 92, 115, 230, 460)
  - 460의 진약수의 합은 548이므로, 460은 과잉수다.
- 10번째 십이각수다. 앞의 십이각수는 369, 다음은 561이다.
- 18번째 중심있는 삼각수다. 앞의 중심있는 삼각수는 409, 다음은 514다.
- {\displaystyle 460=6^{2}+10^{2}+18^{2}}
  - 서로 다른 세 자연수의 제곱합으로 나타낼 수 있는 수다.
- {\displaystyle 91^{2}-1}은 460으로 나누어떨어진다.

## 과학
- NGC 460(영어판): 큰부리새자리 방향에 있는 산개성단.

## 교통
- 국도 제460호선
  - 일본 460번 국도(일본어판): 니가타현 시바타시에서 가시와자키시까지 이어지는 일본의 국도.
- 기타 도로
  - 460번 지방도: 강원특별자치도 화천군 화천읍에서 양구군 양구읍까지 이어지는 대한민국의 지방도.
  - 현도 제460호선

## 군사
- U-460(영어판, 독일어판): 제2차 세계 대전에 사용된 나치 독일의 군용 잠수함.

## 문화유산
- 대한민국의 보물 제460호: 유성룡 종가 유물
- 대한민국의 사적 제460호: 공주 수촌리 고분군

## 기타
- 연도: 460년, 기원전 460년
- 460년대
- 한국십진분류법에서 광물학에 관한 책들이 분류되는 번호.